# Giro del Veneto

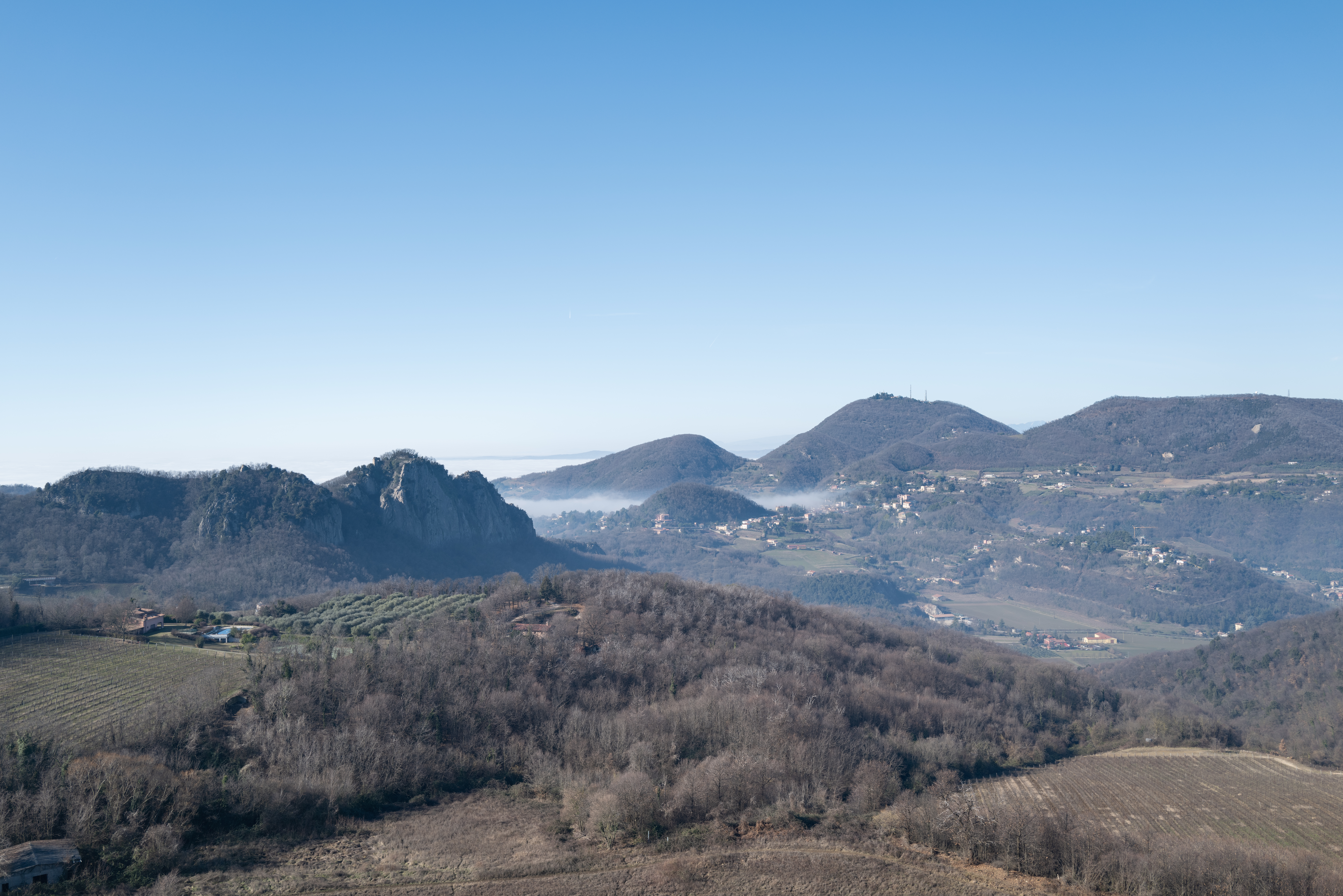
Colli Euganei.

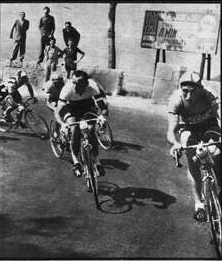
Aldo Moser och Ercole Baldini under Giro del Veneto 1958.

Giro del Veneto är ett endagslopp i landsvägscykling som årligen arrangeras i den  italienska regionen Veneto. 1970 och 1985 fungerade loppet även som Italienskt mästerskap i linjelopp, När UCI Europe Tour skapades 2005 inkluderades Giro del Veneto i denna klassificerad som 1.HC, nergraderades till 1.1 2010, ställdes in 2011 och slogs samman med Coppa Placci 2012. Loppet återuppstod 2021 (Europe Tour 1.1) och flyttades till UCI ProSeries 2023.
De två första upplagorna (1909 och 1912) kördes under två dagar (två etapper) och avgjordes på placeringarna i dessa (lägst sammanlagd platssiffra vann). Från den tredje upplagan, 1922, kördes loppet som ett endagslopp som till 1965 hade start och mål i Padua, men från 1966 har start- och målorterna växlat (Padua har dock använts flitigt).
Medan en stor del av Veneto utgörs av den platta Poslätten finns det ett område med kullar, Colli Euganei väster om Padua och Colli Berici söder om Vicenza, och bansträckningen tar en tur upp om dessa (totalt drygt 1500 höjdmeter att klättra).
Sedan återfödseln 2021 utgör Giro del Veneto (onsdag) tillsammans med två nystartade lopp, det rent professionella grusloppet Serenissima Gravel (fredag) och ProSeries-loppet Veneto Classic (söndag), en tävlingsserie kallad "Ride the Dreamland" (på lördagen körs dessutom ett amatörlopp Granfondo VENEtoGO).
Giro del Veneto skall inte blandas samman med Giro del Veneto e delle Dolomiti som är ett etapplopp.

## Podieplaceringar
| 1910-1911 |

| 1913-1923 |

| 1929 |

| 1932-1933 |

| 1937 |

| 1940 |

| 1943-1944 |

| 1946 |

| 1997 |

| 2011 |

| 2013-2020 |